# شهرستان چیکات (آرکانزاس)
شهرستان چیکات، آرکانزاس (به انگلیسی: Chicot County, Arkansas) شهرستانی در ایالات متحده آمریکا است که در آرکانزاس واقع شده‌است.

## خصوصیات
شهرستان چیکات ۱٬۷۸۹٫۶۹ کیلومترمربع مساحت دارد.